# فرودگاه سودربری/کونیستون
فرودگاه سودربری/کونیستون (به انگلیسی: Sudbury/Coniston Airport) یک فرودگاه همگانی است که یک باند فرود شن دارد و طول باند آن ۶۸۹ متر است. این فرودگاه در کشور کانادا قرار دارد و در ارتفاع ۲۷۰ متری از سطح دریا واقع شده است.